# Мелоніт
Мелоніт (рос. мелонит; англ. melonite; нім. Melonit m) — мінерал.

## Мелоніт1
Мелоніт2 — мінерал, дителурид нікелю шаруватої будови. Хімічна формула: NiTe2. Містить (%): Ni — 18,99; Te — 81,01. Сингонія тригональна. Вид дитригонально-скаленоедричний. Спайність досконала. Утворює гексагональні пластинки, часто неясновиражені листуваті виділення. Густина 7,35. Твердість 1-1,5. Колір червонувато-білий до коричневого. Риса темно-сіра. Блиск металічний. Здатність відбиття висока. Зустрічається у гідротермальних жилах. Дуже рідкісний. Названий за родовищем Мелонес (штат Каліфорнія, США), F.A.Genth, 1868.
Синонім: телурський нікель.

## Мелоніт2
Мелоніт1 — забруднений домішками псевдокотуніт (свинцево-калієвий хлорид — K2PbCl4) або суміш мінералів. Названий за прізвищем італійського фізика M. Меллоні (M.Melloni), L.Palmieri, 1873.